# Rijksappel

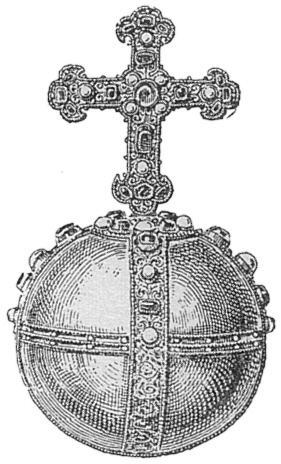
Rijksappel van het Heilige Roomse Rijk

De rijksappel wordt veel gebruikt in de heraldiek, hier in het wapen van Lemsterland

Een rijksappel is een (gouden) bol met daarboven op een kruis(je).
De rijksappel stelt de wereld voor. De persoon die het object in zijn hand heeft, en de wereld dus bezit, stelt een vorst voor. Het is dan ook een van de regalia.
Menig koning of keizer staat dan ook afgebeeld met een rijksappel in zijn ene en een scepter in de andere hand. Soms worden deze twee dingen gecombineerd tot een machtssymbool.

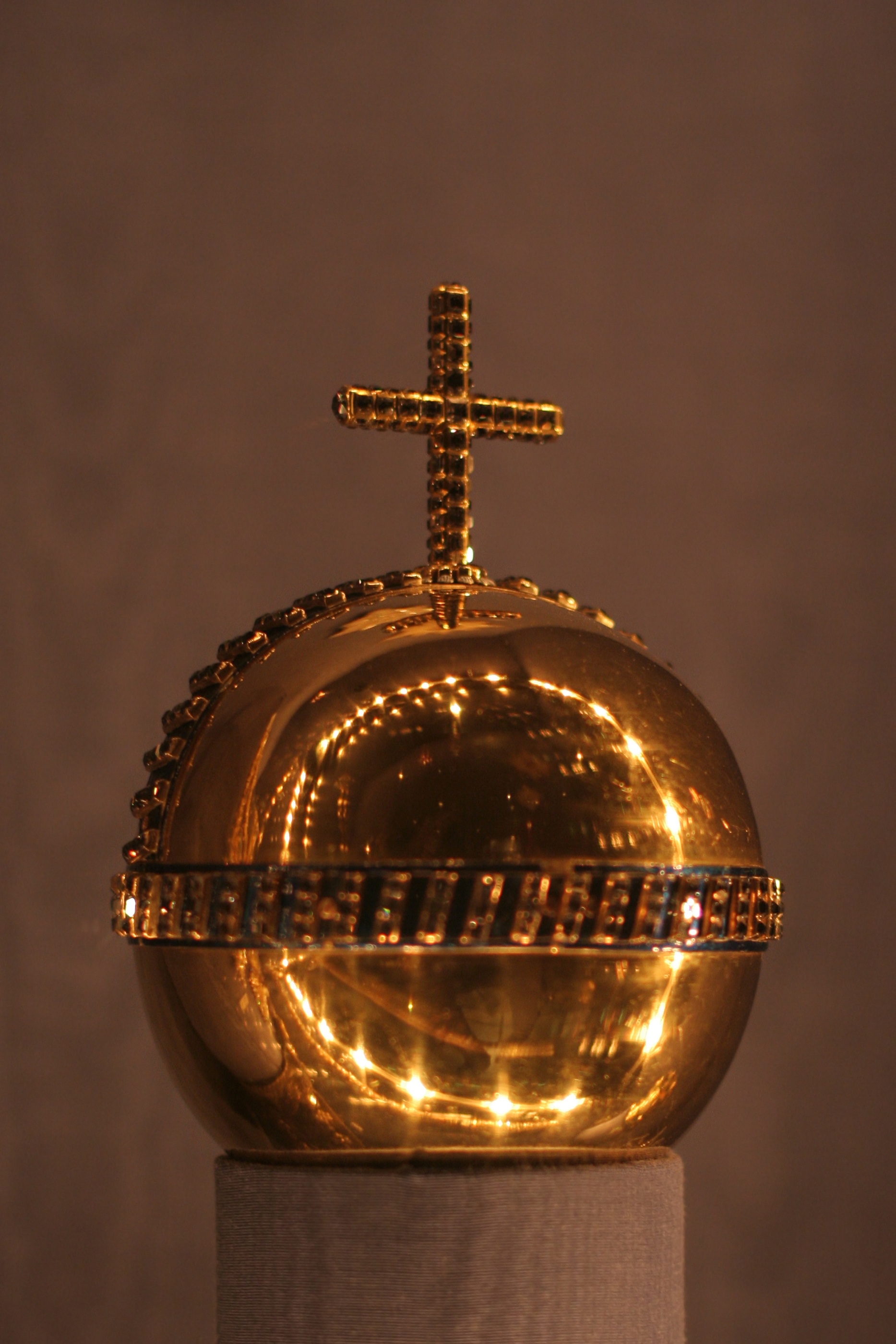
De rijksappel van Denemarken

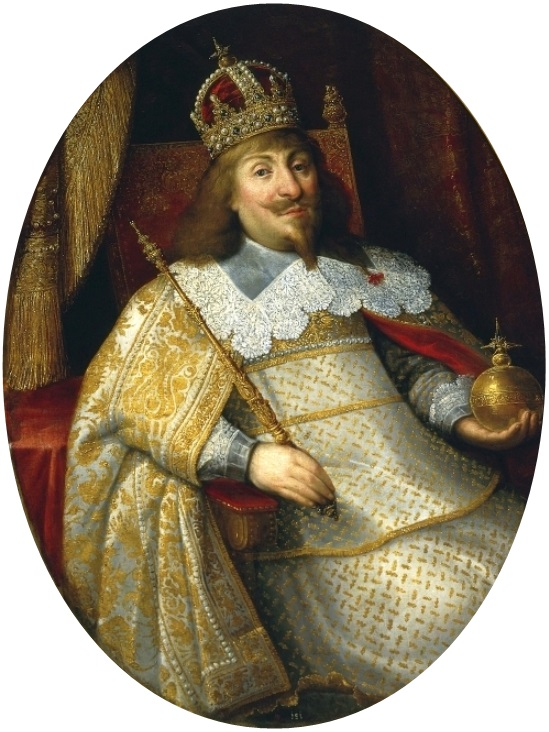
Een tronende koning met kroon, rijksappel en scepter

## De Nederlandse rijksappel

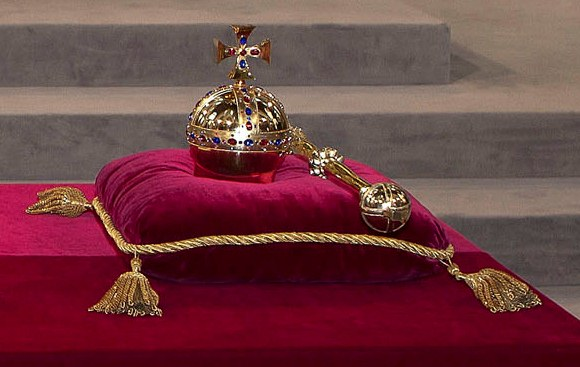
Rijksappel en scepter van Nederland

De Nederlandse rijksappel speelt een kleine rol omdat hij nooit door de koning in de hand wordt genomen. De Nederlandse koningen "tronen" immers niet. Bij de inhuldiging en eedaflegging was vanaf de inhuldiging van koning Willem I der Nederlanden een rijksappel aanwezig, de stadhouders bezaten en gebruikten wel een beugelkroon, zoals ook koningen die gebruiken, maar hadden waarschijnlijk geen rijksappel.
De rijksappel van Willem I zal dus in 1814 of 1815 zijn vervaardigd, maar er zijn geen rekeningen of andere archiefstukken over bewaard gebleven. De oudste bron is van 20 september 1815. In een brief die op deze datum is gesteld schrijft de voorzitter van de Hoge Raad van Adel, mr. Spaen Lalecq, dat "de Kroon, Scepter en Kloot, zoo als ook het Rijks banier" die middag (dus daags voor de inhuldiging) in Brussel zullen aankomen.
Koning Willem II heeft in 1840 nieuwe regalia, waaronder een rijksappel, laten maken. De rijksappel en scepter werden door de Haagse juweliers H.A de Meijer en Zoon geleverd. De rijksappel is van verguld zilver en bezet met rode en blauwe imitatiediamanten, strass. Deze glazen stenen zijn op gekleurd folie gezet.  
Op 28 november 1840 lag deze rijksappel op de credenstafel in de Nieuwe Kerk in Amsterdam en daar heeft hij ook bij de volgende vijf inhuldigingen gelegen.

## Elders
Het Koninkrijk België bezit geen regalia zoals kroon of rijksappel. 
Alleen in het Verenigd Koninkrijk wordt een regerend koning of koningin nog gezalfd en gekroond. Elizabeth II droeg bij haar kroning een rijksappel in de hand. 